# Copa da Escócia de 1932–33
A Copa da Escócia de 1932-33 foi a 55º edição do torneio mais antigo do futebol da Escócia. O campeão foi o Celtic F.C., que conquistou seu 14º título na história da competição ao vencer a final contra o Motherwell F.C., pelo placar de 1 a 0.

## Premiação
| Copa da Escócia de 1932-33       |
| Escócia                          |
| -------------------------------- |
| Celtic F.C. Campeão (14º título) |